# 二氯碘甲烷
二氯碘甲烷是一种有机化合物，化学式为CHCl2I，它是一种环境污染物，被称作“第五三卤甲烷”。它可由三氯甲烷和碘乙烷在三氯化铝存在下反应得到。
它和二苯丙环庚烯酮在硫氰酸亚铜和4-甲基吡啶的存在下反应，可以得到1,1-二氯-1a,10b-二氢二苯并[a,e]环丙烷并[c]环庚烯-6(1H)-酮（CAS号：31594-02-2）。